# 1053 Vigdis
1053 Vigdis è un asteroide della fascia principale. Scoperto nel 1925, presenta un'orbita caratterizzata da un semiasse maggiore pari a 2,6141482 UA e da un'eccentricità di 0,0974426, inclinata di 8,33235° rispetto all'eclittica.
L'origine del suo nome è sconosciuta.